# 東原力哉
東原 力哉（ひがしはら りきや、1956年7月19日 - ）は、日本のドラマー及びスタジオ・ミュージシャンである。香川県高松市生まれ。
1980年代の関西異色フュージョンバンド、ナニワエキスプレスのドラマー。

## 来歴
ザ・ベンチャーズのメル・テイラーに影響を受け、12歳からドラムの演奏を始め、15歳の時、大阪でプロデビューを果たす。
ナニワエキスプレスは、1980年代初頭から年間160本以上のライブをこなすライブバンドであったが、1986年に解散。
その後、本多俊之「RADIOCLUB」、清水興「SOUL EXPRESS」、渡辺香津美「RESONANCE VOX」などに参加する。海外でも国際交流基金主催のコンサートなどで、東南アジア、南米、ヨーロッパなど数多くの海外公演にも参加した。
2003年、ナニワエキスプレスはNANIWA EXPとして再結成。アルバム「Life of ｍusic」「This is It!」「30th」をリリースしている。「This is It!」ではデニス・チェンバースとの共演も行った。他にも数多くのバンドに参加している。
裸足でドラムを演奏することでも知られている。「ドラム・マガジン」でのインタビューで、『昔ある仕事で呼ばれて、スーツを着て演奏する機会があったけど、お前その裸足は何とかならんのかと言われて、足を靴墨で黒く塗って｢どや、これでええんやろ｣と言ってやった。向こうのバンマス呆れてたけどな（笑）』というエピソードを語っていた。
2021年2月17日、バンドの公式ホームページ及びYouTube上において、2020年末に5年前から悩まされていた原因不明の運動障害が悪化し活動ができない状態に陥っていることが公表された。検査の結果小脳に萎縮が認められこれが起因と見られているが具体的な原因は不明。また日常生活では支えがなければおぼつかない状況で、座っていてもすぐに横に倒れてしまうことがあるという。現在は自宅療養を続けながら復活を目指している。